# Curcuma rubrobracteata
Curcuma rubrobracteata là một loài thực vật có hoa trong họ Gừng. Loài này được Jana Škorničková, Mamiyil Sabu và Prasanthkumar M. G. mô tả khoa học đầu tiên năm 2003. Mẫu định danh: Skornickova & Prasanthkumar 86241; thu thập ngày 10 tháng 9 năm 2002 tại tọa độ 22°30′0″B 92°46′0″Đ / 22,5°B 92,76667°Đ, huyện Lawngtlai, bang Mizoram, Ấn Độ, trên đường tới Khu bảo tồn thiên nhiên Ngengpui.

## Từ nguyên
Tính từ định danh rubrobracteata là để chỉ các lá bắc màu đỏ tươi trong cụm hoa của loài có hoa lộng lẫy này.

## Phân bố
Loài này có tại đông bắc Ấn Độ, Myanmar, Thái Lan và tây nam Trung Quốc (Vân Nam). Mọc dưới tán trong các đồn điền trồng tếch (Tectona grandis) và ven đường.

## Mô tả
Cây thảo thân rễ, cao tới 1,5 m. Thân rễ bò lan, thanh mảnh, dài 10-30 cm, đường kính ~1 cm, vỏ màu nâu vàng nhạt, vảy hình tam giác, như giấy, màu nâu nhạt, phần ngầm dưới đất nhanh mủn, ruột màu vàng ánh trắng, thơm, mùi tương tự như địa liền (Kaempferia galanga), vị rất đắng, không có củ không cuống, củ rễ 2 × 1,5 cm, ruột trắng, cách thân rễ chính ~5 cm trên các rễ dày 2 mm. Chồi lá dài tới 1,5 m, lá 4-6, thân giả màu xanh lục, dài ~40 cm. Lá có cuống, lưỡi bẹ dài 1 mm, màu lục nhạt, trong mờ, cuống xanh lục, nhẵn nhụi, dài 10-45 cm (các lá phía dưới ngắn hơn). Phiến lá hình elip-hình mác, 35-60 × 10-16 cm, mặt gần trục xanh lục, có lông tơ dọc theo các gân nổi lên, mặt xa trục lục nhạt, nhẵn nhụi, đáy thon nhỏ dần, đỉnh nhọn thon dài 2 cm, gân giữa xanh lục, nhẵn nhụi. Cụm hoa đầu cành, nhưng thò qua đáy của thân giả qua các khe hở bên khoảng 3-10 cm trên mặt đất. Cuống cụm hoa dài 5-10 cm, đường kính 7 mm, màu ánh trắng, không có lá bắc sinh dưỡng. Cành hoa bông thóc 10 × 7-9 cm. Không mào. Lá bắc 20-26 mỗi cành hoa, tất cả là sinh sản, màu đỏ tươi hay đỏ nhạt, ánh vàng hay lục ánh vàng về phía gốc, lá bắc 3,5 × 3,5 cm, nhẵn nhụi, mép 0,3 mm, có lông dài 0,1 mm, đối diện xim hoa bọ cạp xoắn ốc gồm 5-6 hoa, thường 1-3 hoa mỗi cành hoa nở cùng một lúc. Lá bắc con 1 mỗi hoa, 2-3,5 × 1-3 cm, như thủy tinh, nhẵn nhụi, màu trắng, trong mờ với các đốm ánh đỏ trên phần đỉnh của các lá bắc con lớn nhất. Hoa dài 6 cm, màu vàng cam, thò ra, 1,5-2 cm dài hơn lá bắc. Đài hoa 1,2 cm, màu trắng, trong mờ, như thủy tinh, nhẵn nhụi, 3 răng. Ống tràng 3,7-4 cm, màu cam nhạt, nhẵn nhụi. Các thùy tràng màu vàng cam nhạt, thùy lưng 14 × 8 mm, viền đỏ trên phần mấu nhọn phía trên; các thùy bên 12 × 7 mm. Cánh môi 15 × 17 mm, viền ngoài màu vàng cam, phần tâm màu vàng cam sẫm, 3 thùy khó thấy, thùy giữa chẻ khoảng 2 mm. Nhị lép bên 1 × 1,1 cm, màu vàng cam, tạo thành nắp trên bao phấn. Nhị dài ~9 mm, bao phấn lắc lư. Bao phấn 6 × 2,5 mm, màu cam. Cựa bao phấn dài 3 mm, cong vào, màu cam. Mô vỏ bao phấn màu trắng, dài 5 mm. Chỉ nhị màu vàng cam, dài 5 mm, thắt lại, 4 mm ở đáy, 2 mm ở phần trên. Đầu nhụy màu trắng, áp ép chặt bên trong các thùy bao phấn. Tuyến trên bầu 2, màu cam nhạt, dài 4 mm, đường kính 0,9 mm. Không thấy quả. Ra hoa tháng 8-9.